# کوه مابو
کوه مابو (به لاتین: Mount Mabu) یک کوه است که در موزامبیک واقع شده‌است. کوه مابو ۱٬۷۰۰ متر بالاتر از سطح دریا واقع شده‌است.